# Nature morte aux poissons
Pour le tableau de Clara Peeters, voir Nature morte aux poissons (Clara Peeters).
Nature morte aux poissons est une peinture à l'huile sur bois datant de 1638 du peintre du Siècle d'or néerlandais Willem Ormea, conservée au Rijksmuseum Amsterdam.

## Historique
Les natures mortes de poissons rencontrent au XVIIe siècle un vif succès aux Pays-Bas, où elles ornent les murs des notables d'Amsterdam et d'Utrecht.

## Description
Deux grands cabillauds s'entrecroisent savamment devant un ciel nuageux ; un panier déborde de plies ; des rougets, sebastes, crabe et coquillages exotiques sont soigneusement posés devant eux.

## Analyse
Il peut paraître étonnant que l'artiste, peintre d'Utrecht, ai choisi de représenter des poissons de mer alors que son atelier est situé dans les terres. Certains historiens de l'art sont divisés sur l'interprétation emblématique et religieuse de ce type de nature morte. L'émancipation des Provinces-Unies envers l'empire des Habsbourg s'est faite au XVIIe siècle d'abord sur les mers et océans avec des comptoirs disséminés dans le monde, une flotte puissante, des corsaires aux appétits féroces, et un commerce de la pêche lucratif, le tout permettant de garantir la prospérité économique et une stabilité politique à cette jeune nation dont la mer est la fidèle alliée, aspect que Willem Ormea rappelle à ses concitoyens dans sa peinture.

## Exposition
Cette peinture est exposée dans le cadre de l'exposition Les Choses. Une histoire de la nature morte au musée du Louvre du 12 octobre 2022 au 23 janvier 2023, parmi les œuvres de l'espace nommé « Tout reclasser ».